# Le Ciel étoilé au-dessus de ma tête
Pour plus de détails, voir Fiche technique et Distribution.
Le  Ciel étoilé au-dessus de ma tête est une comédie française réalisée par Ilan Klipper, sortie en 2017.

## Synopsis
Bruno est un écrivain qui a connu un grand succès il y a 20 ans, et qui depuis est en recherche désespérée d'inspiration, depuis sa chambre... Son entourage (famille, ex, ami) se manifeste soudain, ainsi qu'une charmante visiteuse mystère.

## Fiche technique
- Titre : Le Ciel étoilé au-dessus de ma tête
- Réalisation : Ilan Klipper
- Scénario : Ilan Klipper, avec la collaboration de Raphaël Neal
- Photographie : Lazare Pedron
- Musique : Olivier Bodin, Benoit Daniel, Frank Williams
- Décors : Anna Le Mouël
- Costumes : Charlotte Vaysse
- Montage : Carole Le Page
- Son: François Meynot
- Production : Nicolas Anthomé
- Société de production : bathysphere
- Société de distribution : Stray Dogs (en France et dans le monde)
- Pays de production :  France
- Format : couleur
- Genre : comédie
- Durée : 77 minutes
- Dates de sortie :
  - France : 21 mai 2017 (festival de Cannes) ; 23 mai 2018 (sortie nationale)

## Distribution
- Laurent Poitrenaux : Bruno Weintraub
- Camille Chamoux : Sophie Andreux, la psy
- Marilyne Canto : Laetitia, ex de Bruno
- Alma Jodorowsky : Justyna, la colocataire
- François Chattot : Maurice Weintraub, le père de Bruno
- Michèle Moretti : Simona Weintraub, la mère de Bruno
- Frank Williams : Alain, l'ami de Bruno
- Armelle Abibou : Armelle
- Sabrina Seyvecou : la quatrième ex-femme de Bruno
- Zoé Bruneau :  la deuxième ex-femme de Bruno
- Raphaël Neal : Bertrand

## Sélection
- Festival de Cannes 2017 (sélection ACID)[1]
- Festival de cinéma européen des Arcs 2017